# Vela nos Jogos Pan-Americanos de 2011 - RS:X masculino
A competição do RS:X masculino foi um dos eventos da vela nos Jogos Pan-Americanos de 2011, em Guadalajara. Foi disputada no Vallarta Yacht Club, em Puerto Vallarta, entre os dias no dia 17 e 23 de outubro.

## Calendário
Horário local (UTC-6).
| Data          | Horário | Fase              |
| ------------- | ------- | ----------------- |
| 17 de outubro | 14:21   | Regata 1          |
| 17 de outubro | 15:28   | Regata 2          |
| 18 de outubro | 14:27   | Regata 3          |
| 18 de outubro | 15:52   | Regata 4          |
| 19 de outubro | 15:31   | Regata 5          |
| 19 de outubro | 16:40   | Regata 6          |
| 21 de outubro | 15:15   | Regata 7          |
| 21 de outubro | 16:21   | Regata 8          |
| 22 de outubro | 14:56   | Regata 9          |
| 22 de outubro | 16:03   | Regata 10         |
| 23 de outubro | 15:57   | Regata da medalha |

## Medalhistas
| Ouro   | BRA Ricardo Winicki   |
| Prata  | ARG Mariano Reutemann |
| Bronze | MEX David Mier        |

## Resultados
Na regata da medalha (M), somente os cinco melhores colocados até a 10ª regata participam. Nessa regata, a pontuação perdida é multiplicada por 2. O vencedor é aquele que obtiver um menor número de pontos perdidos. A pior pontuação é desconsiderada na classificação final.
| Pos.              | Velejador             | Regata | Regata | Regata | Regata | Regata   | Regata | Regata | Regata | Regata | Regata | Regata | Total de pontos | Pontuação final |
| Pos.              | Velejador             | 1      | 2      | 3      | 4      | 5        | 6      | 7      | 8      | 9      | 10     | M      | Total de pontos | Pontuação final |
| ----------------- | --------------------- | ------ | ------ | ------ | ------ | -------- | ------ | ------ | ------ | ------ | ------ | ------ | --------------- | --------------- |
| Medalha de ouro   | BRA Ricardo Winicki   | (3)    | 1      | 1      | 1      | 2        | 3      | 1      | 1      | 2      | 1      | 2      | 18              | 15              |
| Medalha de prata  | ARG Mariano Reutemann | 1      | 2      | 2      | (3)    | 1        | 2      | 2      | 3      | 1      | 3      | 4      | 24              | 21              |
| Medalha de bronze | MEX David Mier        | 2      | 3      | (6)    | 2      | 4        | 1      | 4      | 2      | 3      | 2      | 10     | 39              | 33              |
| 4                 | COL Santiago Grillo   | 5      | 6      | 3      | 4      | 5        | (7)    | 3      | 5      | 6      | 4      | 8      | 56              | 49              |
| 5                 | CAN Zachary Plavsic   | (6)    | 4      | 4      | 6      | 6        | 5      | 5      | 4      | 5      | 6      | 6      | 57              | 51              |
| 6                 | VEN Daniel Flores     | 4      | 7      | (8)    | 5      | 3        | 6      | 8      | 8      | 4      | 7      | –      | 60              | 52              |
| 7                 | USA Robert Wills      | (9)    | 5      | 5      | 7      | 7        | 8      | 6      | 6      | 8      | 9      | –      | 70              | 61              |
| 8                 | CUB Juan Orta         | 7      | 9      | 9      | 8      | 8        | 4      | 9      | 7      | 9      | (10)   | –      | 80              | 70              |
| 9                 | PUR Alejandro Monllor | 8      | 8      | 7      | 9      | (11) OCS | 9      | 7      | 10     | 10     | 5      | –      | 84              | 73              |
| 10                | PER Matías Canseco    | (10)   | 10     | 10     | 10     | 9        | 10     | 10     | 9      | 7      | 8      | –      | 93              | 83              |

### Vela
| M   | Regata da Medalha da qual só participam os dez primeiros colocados das regatas anteriores  |  |  | CAN | Regata cancelada |
| BFD | Desclassificado por bandeira preta (Black Flag Disqualified)                               |  |  |     |                  |
| UFD | Desclassificado por bandeira "U" (U Flag Disqualified)                                     |  |  |     |                  |
| OCS | Largada queimada (On the Course Side of the starting line)                                 |  |  |     |                  |
| DNE | Desclassificação sem eliminação (infração a um item do regulamento da prova – Did Not End) |  |  |     |                  |